# Johann Bernhard Lippert
Johann Bernhard Lippert (* 1. Dezember 1752 in Hof an der Saale; † 9. März 1819 in Erlangen) war ein deutscher evangelischer Theologe und Hochschullehrer.

## Leben
Johann Bernhard Lippert war der Sohn des Büchsenmachers Johann David Lippert und dessen Ehefrau Maria Magdalena (geb. Mylius).
Er war verheiratet und hatte mehrere Kinder.
Von 1764 bis 1772 besuchte er das Jean-Paul-Gymnasium Hof in Hof und hatte Unterricht unter anderem bei Paul Daniel Longolius und Johann Christian Kapp; er pflegte eine enge Freundschaft mit seinem Mitschüler Georg Wilhelm Kirsch.
Am 5. Mai 1772 immatrikulierte er sich zu einem Theologiestudium an der Universität Erlangen, hörte Vorlesungen unter anderem bei Joachim Ehrenfried Pfeiffer, August Friedrich Pfeiffer, Simon Gabriel Suckow, Johann Paul Reinhard sowie Gottlieb Christoph Harleß und erwarb am 23. April 1777 den Magister; parallel zu seinem Studium wurde er am 1. September 1772 Collaborator am Gymnasium Fridericianum Erlangen. Während des Studiums nahm ihn der Geheime Kirchenrat Georg Friedrich Seiler in seinem Haus auf.
1777 erhielt er eine Anstellung als Konrektor sowie Syndiakon an der Neustädter Kirche; am 6. Februar 1777 erfolgte seine Ordination in Bayreuth.
Nach dem Tod von Johann Jacob Sartorius war er von 1790 bis 1803 Rektor des Gymnasiums in Erlangen, bevor er am 15. Juli 1803 Archidiakon an der Neustädter Kirche wurde; dazu erhielt er am 29. Dezember 1803 eine Professur als außerordentlicher Professor der Theologie an der Universität Erlangen.
Als Rektor richtete er um 1790 eine Schülerbücherei ein, die bedürftigen Schülern leihweise Literatur zur Verfügung stellte. Sein Nachfolger als Rektor wurde Kaspar Besenbeck (1760–1815).

## Mitgliedschaften
Johann Bernhard Lippert war seit 1775 in Erlangen Mitglied des Instituts der Moral und der schönen Wissenschaften, einer literarischen Gesellschaft, der bis Ende des 18. Jahrhunderts zahlreiche Studenten und Professoren der Universität angehörten. Weiterhin war er Mitglied der Lateinischen Gesellschaft und seit Juni 1775 der Deutschen Gesellschaft in Erlangen.

## Ehrungen und Auszeichnungen
Johann Bernhard Lippert wurde am 31. Oktober 1817 von der Universität Erlangen zum Dr. theolog. h. c. ernannt.

## Schriften (Auswahl)
- Dissertationis philosophicae de fato theologico recentiorum quorundam philosophorum. 1775 (Digitalisat).
- Chrestomathia Versionis Septvaginta Viralis. Erlangen, 1778 (Digitalisat).
- Geschichte des Erlangischen Gymnasiums.
  - Band 1. Erlangen, 1781 (Digitalisat).
  - Band 2. Erlangen, 1785.
  - Band 3. Erlangen, 1786.
  - Band 4. Erlangen, 1790.
- Dem Andenken weil. Herrn Friedrich Christian Lorenz Schweiggers. Verlag Hilpertsche Schriften, Erlangen, 1803 (Online)